# NGC 846
NGC 846 (другие обозначения — NGC 847, IRAS02090+4420, UGC 1688, ZWG 538.32, MCG 7-5-24, VV 791, PGC 8430) — галактика в созвездии Андромеда. Открыта французским астрономом Жанам Стефаном в 1876 году.
Галактика была повторно открыта Льюисом Свифтом, и некоторое время значилась под обозначением NGC 847. Так, этот объект и был занесён в новый общий каталог два раза. В публикации Astronomische Nachrichten (номер 2992) астроном Шпиталер пришел к выводу, что это два описания одного и того же объекта. И так как Стефан открыл объект раньше, то название NGC 846 было закреплено за галактикой исходя из исторического приоритета.
В 2003 году в галактике был замечен взрыв сверхновой SN 2003ja, а в 2009 году SN 2009fu. 
Этот объект входит в число перечисленных в оригинальной редакции «Нового общего каталога».
Галактика NGC 846 входит в состав группы галактик NGC 812. Помимо NGC 846 в группу также входят NGC 812 и UGC 1686.